# Rue Alphonse-Gautté
La rue Alphonse-Gautté est une voie de Nantes, en France.

## Situation et accès
Située dans le centre-ville de Nantes, la rue Alphonse-Gautté, qui relie la rue Jean-Jaurès à la place Aristide-Briand, est bitumée et est ouverte à la circulation automobile. Elle ne rencontre aucune autre rue.

## Origine du nom
L'artère qui était une portion de la rue Jean-Jaurès fut dénommée, par délibération du conseil municipal du 30 décembre 1929, du nom d'Alphonse Gautté ; avocat, ami de Georges Clemenceau, il fut entre autres : bâtonnier du barreau de Nantes, procureur de la République à trois reprises, conseiller municipal de Nantes, et fut finalement élu maire de Saint-Gilles-sur-Vie de 1902 à 1912.

## Historique
La voie suit l'histoire de la rue Jean-Jaurès dont elle fut la portion occidentale jusqu'au 30 décembre 1929 date à laquelle elle est dénommée « rue Alphonse-Gautté », par délibération du conseil municipal. 
Celle-ci fut projetée dès l'an XIII, et sera achevée totalement en 1837 pour prendre le nom de « rue des Arts ».
Le côté nord de la rue est bordé par le square Faustin-Hélie, qui entoure l'ancien palais de justice, lequel fut inauguré en 1852 avant de devenir depuis 2012, l'Hôtel Radisson Blu.